# Zodariellum cirrisulcatum longispina
Zodariellum cirrisulcatum là một phân loài nhện trong họ Zodariidae.
Loài này thuộc chi Zodariellum. Zodariellum cirrisulcatum longispina được J. Denis miêu tả năm 1952.